# 王騰 (前秦)
王騰，五胡十六国時代前秦軍事人物。
王騰、毛興与苻氏一族缔结婚姻，为氐族崇望。王騰在前秦担任長水校尉。380年八月，担任鷹揚将軍、領護匈奴中郎将、并州刺史，镇守晋陽，并州配氐户三千。
384年十月，前秦的長乐公苻丕被後燕君主慕容垂攻打。苻丕派遣光祚、参軍封孚去晋陽，向王騰和驃騎将軍張蚝求援。王騰和張蚝以兵少，没有救赴援。
385年八月，王騰、張蚝响应幽州刺史王永，迎苻丕入晋陽。苻丕得知父亲前秦天王苻堅的死讯于是发喪，即皇帝位。九月，王騰担任中軍大将軍、散騎常侍、司隷校尉、陽平郡公。386年六月，担任驃騎大将軍、儀同三司。八月，苻丕率兵四万，進軍平陽。任命王騰留守晋陽。